# Asociación para los Pueblos Amenazados

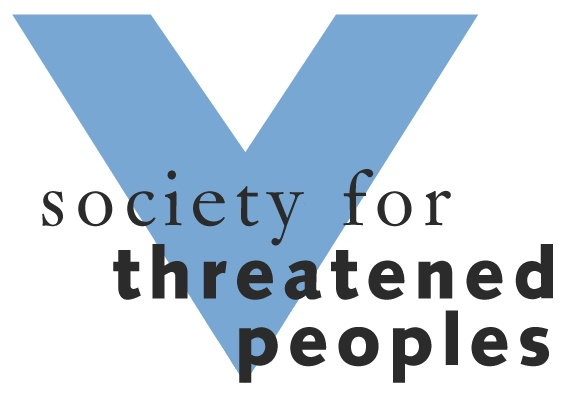
Logo de la Asociación para los Pueblos Amenazados

Asociación para los Pueblos Amenazados (APA) (en alemán: Gesellschaft für bedrohte Völker, GfbV) es una ONG y organización para la promoción de los derechos humanos dirigida desde Gotinga, Alemania. Su meta es generar conciencia sobre las minorías que son amenazadas en todo el mundo por gobiernos opresivos y encaminar acciones para su protección. El grupo declara en su página que hace Campaña en contra de todas formas de genocidio y etnocidio. La organización tiene status de asesora en el Consejo Económico y Social de las Naciones Unidas, status de participación en el Consejo de Europa y sucursales en Alemania, Austria, Suiza, Luxemburgo, Italia, Bosnia y Herzegovina, y Kurdistán Iraquí. 
El secretario general de la asociación es Tilman Zülch.

## Historia

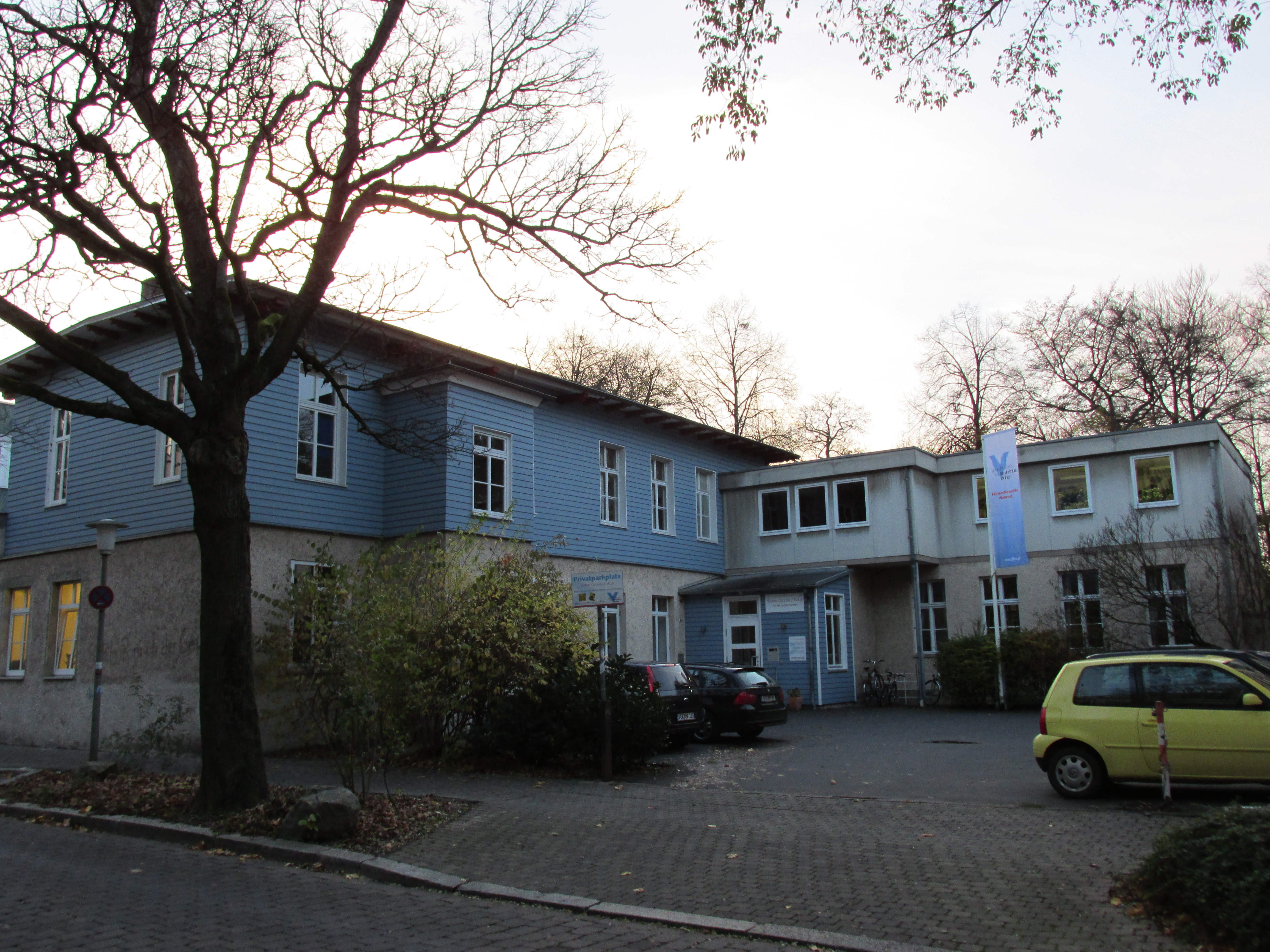
Oficina de la Asociación para los Pueblos Amenazados en Gotinga

La Asociación para los Pueblos Amenazados nació en 1970 de la organización Aktion Biafra-Hilfe de Hamburgo. Aktion Biafra-Hilfe fue fundada en junio de 1968 por Tilman Zülch y Klaus Guerke durante la guerra de Biafra (Actualmente Nigeria) para enfocar la atención del mundo en los hechos dentro de Biafra  y para detener el hambre y el genocidio que ocurría ahí. Zülch inclusive fue al área para ser testigo de las atrocidades y eventualmente escribió un libro junto a Klaus Guerke. La experiencia de su campaña por las víctimas y refugiados incentivó campañas para otras minorías, transformando Aktion Biafara en la Asociación para los Pueblos Amenazados. 
En 1978 la sede principal de la Asociación para los Pueblos Amenazados fue trasladada de Hamburgo a Gotinga. Hasta hoy, Zülch es el presidente de la organización y el secretario general. El lema de la organización puede ser entendido como no mirar para otro lado.  Desde 1993 la APA ha tenido status de consejera en el Consejo Económico y Social de las Naciones Unidas. La APA también es una organización miembro del Comité para una ONU Democrática. Desde enero del 2005 también tiene status de participación en el Consejo de Europa. 
Seguidores prominentes de la APA incluyen: el escritor y futurólogo Robert Jungk, el autor Günter Grass, el excanciller Alemán Willy Brandt, el actual presidente de Timor Oriental José Ramos-Horta y Marek Edelman, quien fue un líder del levantamiento del Ghetto de Varsovia.

## Organización y áreas de trabajo
La APA es una de las organizaciones de derechos de minorías más grandes en Europa. En abril del 2006 la organización tenía más de 6000 miembros y más de 25.000 contribuyentes, de los cuales la mayoría están en Alemania. Las actividades de la organización alemana son primariamente coordinadas de la oficina nacional en Gotinga. Grupos regionales apoyan el trabajo en unas cuantas ciudades, incluyendo Berlín, Hamburgo, Múnich, Münster, y Núremberg. La APA publica comunicados de prensa, organiza demostraciones públicas y marchas, establece campañas de tarjetas postales, prepara reportes para audiencias de cortes, genera materiales educacionales para profesores, y publica la revista Pogrom, la cual es una fuente de información muy respetada, sobre la situación de las minorías étnicas y religiosas. 
Un enfoque principal del trabajo de derechos humanos de la APA desde su fundación ha sido el continente africano donde aún no hay una sucursal. Desde las guerras de Yugoslavia la APA ha sido muy activa en Bosnia y Herzegovina como también Kosovo. En Kosovo, la APA paga por un equipo que bajo la dirección del trabajador de derechos humanos Paul Polansky, trabaja por los intereses de los gitanos. En Bosnia y Herezegovina el apoyo a los sobrevivientes de la Masacre de Srebrenica es particularmente importante. Otro enfoque principal de la APA son los pueblos indígenas. La APA organizó el primer gran viaje Europeo de una delegación indígena de 16 países americanos. En el Medio Oriente los kurdos tienen un papel importante para la APA: esto empujó a la APA a abrir una sucursal en el área kurda del norte de Irak. Israel y el conflicto con los Palestinos parecen ser infrarepresentados en las actividades de la APA según el público alemán.

## Metas políticas y estrategias
La APA pone la lucha contra el genocidio, migración forzada, racismo, todas las formas de opresión a minorías, y deportación de refugiados en su país de origen, en el centro de su trabajo. Sus temáticas incluyen las agrupaciones culturales y religiosas como los Falun Gong en China, las minorías Cristianas en Irán, o los grupos étnicos como los Gitanos o Chechenos. La APA hace lobby a políticos y usa campañas de escritura de cartas para aplicar presión por sus causas. La APA también usa sus publicaciones para traer atención a temas que no están correctamente representados o no reportados en la prensa. 
La APA también ha establecido que la migración forzada de gente es incorrecta aun cuando las víctimas pertenecen a un grupo de personas quienes fueron ejecutadores de una guerra u otra grave violación del derecho internacional. En conexión a esto, la APA ha abogado para la creación de un Centro en contra de Expulsiones y por ende ha incurrido en la misma crítica que el propio proyecto.
A diferencia de otras organizaciones de derechos humanos la APA ha apoyado intervenciones militares de invasión/intrusión. Mucha crítica se le ha dado a la APA por su abogacía de la intervención de la OTAN en la guerra de Kosovo en 1999. En el 2006 la APA apoyo la protección de las elecciones en el Congo por el ejército Alemán.